# Kees van Achterberg
Cornelis van Achterberg (* 28. Mai 1948 in Waarder), häufig als Kees van Achterberg, Cees van Achterberg oder C. van Achterberg bekannt, ist ein niederländischer Entomologe. Sein Forschungsschwerpunkt gilt den parasitären Taillenwespen.

## Leben
Van Achterberg besuchte ab 1967 die Landwirtschaftsschule in Dordrecht, wo er 1970 das Agraringenieursdiplom erhielt. 1973 erlangte er den Bachelor-Abschluss und 1976 den Masterabschluss an der Universität Leiden. Von 1973 bis 1976 war er Lehrassistent in Entomologie an der Universität Leiden. 1976 war er Biologielehrer an der Visser’t Hooft School in Leiden. Im selben Jahr wurde er mit einer Dissertation über die Revision der Tribus Bracini in der Familie der Brackwespen (Braconidae) promoviert.
Von 1977 bis 2013 war van Achterberg Kurator der Hautflüglerabteilung des Rijksmuseum van Natuurlijke Historie (ab 1998 Naturalis). Von 1999 bis 2006 leitete er zusätzlich die Zweiflügler-Abteilung. Von 2010 bis 2013 war er leitender Forscher. Am 1. Juni 2013 wurde er pensioniert, blieb dem Naturalis Biodiversity Center aber als wissenschaftlicher Mitarbeiter verbunden.
Von 1989 bis 2006 war van Achterberg geschäftsführender Herausgeber der entomologischen Zeitschriften des Rijksmuseum van Natuurlijke Historie  und des Naturalis Biodiversity Center, von 2006 bis 2013 war er Herausgeber.
Seit 1995 ist er Vorsitzender der Sektion Zuid-Holland der Nederlandse Entomologische Vereniging (Niederländische Entomologische Gesellschaft). Im selben Jahr wurde er Ehrenmitglied der Русское энтомологическое общество (Russische Entomologische Gesellschaft), die von der Russischen Akademie der Wissenschaften geleitet wird. Seit 2003 hatte er mehrere Honorarprofessuren an der Zhejiang-Universität und der Fuzhou-Universität. Von 2014 bis 2017 war er Gastprofessor an der Universität Nordwestchinas in  Xi’an, Volksrepublik China.
Van Achterberg widmet sich der Taxonomie, Phylogenie und Biogeographie von verschiedenen Wespenfamilien, darunter Trigonalidae, Braconidae, Gasteruptiidae sowie Vespidae (mit der Unterfamilie Polistinae).

## Dedikationsnamen
Nach van Achterberg sind über 50 Wespen- und Ameisenarten benannt, darunter
- Pseudofornicia vanachterbergi
- Macrocentrus vanachterbergi
- Plesiocoelus vanachterbergi
- Macroocula vanachterbergi
- Leptolarthra vanachterbergi
- Augerella achterbergi
- Aleiodes achterbergi
- Dinotrema achterbergi
- Tachydromia achterbergi
- Centistes achterbergi
- Sigmella achterbergi
- Polyrhachis vanachterbergi